# 梟鸚鯛
梟鸚鯛，為輻鰭魚綱鱸形目隆頭魚亞目鸚哥魚科的其中一種，分布於東大西洋的聖赫勒拿島海域，棲息深度5-20公尺，體長可達45公分，棲息在礁石區，成小群活動，以藻類為食。